# 李彬 (嘉靖進士)
李彬（1504年—？），字國華，號质菴，直隸泰州守禦千戶所軍籍，福建尤溪縣人，明朝政治人物。

## 生平
嘉靖十六年（1537年）丁酉科應天府鄉試第四十九名舉人。嘉靖二十六年（1547年）中式丁未科會試第一百八十五名，登第三甲第一百零五名進士。户部觀政，歷临川知县、户部主事。

## 家族
曾祖李實；祖父李達；父李潮，母范氏。子李見（生员）、李觉、李覿。